# Медиаэкология
Медиаэколо́гия  (англ. media ecology), или экология средств коммуникации (под средствами коммуникации понимаются любые предметы культуры (артефакты), рассматриваемые по отношению к их коммуникационной значимости) — быстро растущая преимущественно в США и Канаде область трансдисциплинарных (или наддисциплинарных) исследований: в рамках экологии средств коммуникации работают представители разных исследовательских направлений, находя или вырабатывая общий язык и добиваясь содержательно сопоставимых результатов. Очень важно иметь в виду в этой связи, что эта отрасль исследований не является частью социологии.
Экология средств коммуникации стала оформляться в самостоятельный подход в Канаде и США в конце 1950-х — начале 1960-х годов. В настоящее время преподается там во многих университетах.
Термин «экология средств коммуникации» (media ecology) появился в США и Канаде в 1962 г. (местом его появления называют Торонтский университет, а автором — Маршалла Маклюэна, и Нью-йоркский университет), став обобщением многолетней работы исследователей по изучению коммуникационных аспектов человеческой деятельности. В последние годы экология средств коммуникации привлекает всё больше внимания в Китае, в европейских странах, в странах Латинской Америки.
Экология средств коммуникации — это область исследования, в которой любые продукты человеческой деятельности (обычный термин — артефакты) не просто рассматриваются как средства коммуникации, — а слово «коммуникация», если уж совсем по-русски, означает в этом случае «связь и общение». Речь при этом идет, главным образом, о повседневном глобальном воздействии электронных коммуникаций, что неудивительно, имея в виду их ведущую роль в жизни современного человечества.
В центре внимания экологов средств коммуникации сегодня — всестороннее влияние электронно-коммуникационного окружения на человека и общество, в особенности имея в виду «дом, родина» как смысл слова «экология», экологическое мышление (понятие, введенное М. Маклуэном), в соответствии с которым человечество должно действовать, главным образом, исходя из того, что оно является «экипажем Космического корабля Земля» (Бакминстер Фуллер).

## Определения
- «Экология средств коммуникации — это изучение воздействия средств коммуникации как окружающей среды, имея в виду влияние символических систем и технологий на социальную организацию, познавательные процессы, политические и философские идеи человеческого общества». Нил Постман[1]
- «Экологию средств коммуникации в широком смысле можно определить как изучение сложных коммуникационных систем в качестве окружающей среды (environments)… Она находится ещё на допарадигмальном этапе развития». Кристин Нёстром[2]

- «Экология средств коммуникации — это изучение средств коммуникации как окружающей среды; при этом имеется в виду, что технологии и методы передачи информации и коды коммуникации играют ведущую роль в человеческой деятельности». Лэнс Стрейт[3]

"Основные положения экологии средств коммуникации:
 — в каждую историческую эпоху характер понимания действительности определяется ведущими режимами восприятия и мышления (одновременностью, как в архаических обществах и в электронно-коммуникационном окружении, или линейностью (линейной последовательностью), ставшей ведущей для работы сознания в Европе в эпоху Ренссанса; технологии коммуникации являются их внешним продолжением;
 — в качестве средств коммуникации действуют все артефакты;
 — в той мере, в какой культура определяется характером коммуникации, изменения в способах коммуникации имеют важные политические, идеологические и эпистемологические последствия;
 — язык является ведущим средством коммуникации, ему должен отдаваться приоритет в экологии средств коммуникации (Нил Постман).
- Экологи средств коммуникации используют в качестве основополагающих такие термины как устная и письменная речь, печатная и электронная культуры. В отличие от разделения обществ на аграрные, индустриальные и информационные это деление предполагает, что коммуникация (как связь и общение) в решающей мере способна формировать социальные отношения. Каждый исторический период преобладания той или иной культуры можно понимать по отношению к ведущей роли той или иной коммуникационной среды: устной, письменной, печатной или электронной (см. Лэнс Стрейт[5]).
- Во второй половине XX века локальные информационные системы слились в единую планетарную сеть — информационную сферу. «Мы понимаем её как целостную динамическую систему, способную чутко реагировать на любые информационные возмущения. Благодаря современным электронным СМК ноосфера стала гиперчувствительной даже к мысли отдельного человека». Борис Потятиник[6]

## Проблемы понимания
Имея в виду формообразующую роль средств коммуникации, современное общество следует понимать как не информационное, а инфокоммуникационное — что и представлено в знаменитом афоризме М. Маклуэна «Средство коммуникации есть сообщение (The medium is the message»).
К тому же исследования в этой области ведутся, в основном, в соответствии с одновременностью как ведущим режимом восприятия и мышления в электронно-коммуникационном окружении. Тем не менее, многие исследователи (в том числе социологи — а экология средств коммуникации представляет собой не социологические, а трансдисциплинарные исследования!), для которых экология средств коммуникации является сравнительно новой отраслью знания, до сих пор полагаются на традиционный, линейно-последовательный подход, что не может приводить к ее искаженному пониманию.
Слабой стороной ряда славяноязычных экологов средств коммуникации является использование ими термина «медиа», взятого из английского языка и являющегося, соответственно, чужеродным для их языков. Отказ от перевода не только затрудняет понимание предмета исследования, но и способствует разрушению преемственности насчитывающего десятилетия развития знаний о коммуникационном воздействии. Это же свидетельствует о значительном и даже преобладающем влиянии сегодня тех, кто в силу тех или иных причин предпочитает повторять на своем языке англоязычную терминологию.
Если же брать предлагаемый термин «медиа» просто как результат работы переводчика, то сразу становится ясно, что он представляет собой ошибку перевода, имея в виду правило переводческой деятельности, согласно которому если переводимое слово является в данном языке обычным словом, то и переводить его следует также обычным словом.

## История

### США и Канада
Появление экологии средств коммуникации связывают в первую очередь с работами канадского исследователя воздействия средств коммуникаций Маршалла Маклуэна и аналогичной группы исследователей Нью-Йоркского университета.
Представитель Ассоциации экологии средств коммуникации (Media Ecology Association) Лэнс Стрейт, признавая важность идей Маршалла Маклуэна, добавляет:

Мне хотелось бы подчеркнуть, что экология средств коммуникации — это нечто большее, чем следование Маршаллу Маклуэну. Её корни можно обнаружить у таких исследователей технологий коммуникации, как Льюис Мамфорд, Жак Эллюль и Питер Дракер; речь идет о также об изучении устных традиций, письменных систем и печатных средств коммуникации Эриком Хэвлоком, Уолтером Онгом, Джэком Гуди и Дени Шман-Бессером, а также Люсьеном Февре, Анри-Жаном Мартином и Элизабет Эйнштейн; сюда можно добавить исследования, предметом которых были средства коммуникации и культура — здесь стоит упомянуть Гарольда Инниса, Эдварда Т. Холла, Эдмунда Карпентера и Джеймса Кэрри и глубокий анализ форм символического выражения, проведенный Альфредом Коржибским, Сюзан Ланджер, Дороти Ли и Нейлом Постманом.
Проблематика экологии средств коммуникации всё активнее разрабатывается в странах Европы.

### Украина
В июне 1999 года во Львовском национальном университете им. Ивана Франко был создан Центр медиа-экологии во главе с доктором филологических наук Борисом Потятиником.
Задача Института — изучать окружающую среду, создаваемую средствами массовой коммуникации.
В исследованиях выделяются три направления:
- медиафилософское — исследование влияния технологий массовой и другой коммуникации на культуру и цивилизацию.
- медиакритическое — анализ так называемого «медиа-дискурса».
- медиаобразовательное — распространение знаний о воздействии средств массовой коммуникации на широкую общественность, имея в виду в этой связи угрозы для психики, которые представляют собой действие пропаганды, фальсификация информации, порнография, насилие на экране.

Институт выступает организатором конференций, семинаров, круглых столов. См.http://www.lnu.edu.ua/mediaeco/pro_nas_vmist/nashi-publik.htm и http://www.mediakrytyka.info - журнал «Медиакритика».
В 2002 г. Институт провел Международную научно-практическую конференцию «Медиаобразование как часть гражданского образования» и выпустил сборник тезисов конференции «Медиа-атака».
Львовские ученые проводили также исследования по темам: «Насилие в медиа: психология влияния и педагогические методики нейтрализации», «Становление сетевых СМК на Украине: законодательные и профессионально-технологические аспекты», «Становление медийной критики на Украине».

### Беларусь
Медиаэкологические исследования проводятся на кафедре социологии журналистики Института журналистики БГУ. С 2011 года для студентов специальности «печатные СМК» действует элективный спецкурс «Медиаэкология».
В качестве площадки для общения был создан тематический блог, но он не обновляется с 2011 года.
Исследователи БГУ делают акцент на адаптации человека к электронно-коммуникационному окружению, воспитании навыков действенной работы с информацией, создании собственного коммуникационного продукта, на формировании иммунитета к манипуляциям СМК, недостоверной и патогенной информации, разрушающей культуру и психику.
Значительное внимание уделяется изучению «киберсреды»: ее психологическому влиянию, социальным и культурным процессам, особенностям производства и распространения продуктов коммуникационной деятельности.

### Россия
В Российской Федерации экология средств коммуникации представлена, главным образом, исследованиями В. П. Терина (см. Терин В. П. Массовая коммуникация: исследование опыта Запада. М.: Институт социологии РАН, 1999; Терин В. П. В условиях электронно-коммуникационного окружения. // Вестник МГИМО-Университета, 2014, № 6 (http://vterin.ru/publications/v-usloviyah-elektronno-kommunikacionnogo-okruzheniya). С 1992 г. он работает в непосредственном контакте преимущественно с американскими и канадскими представителями этой области знания.
Многие российские исследователи работают в состоянии самоизоляции, не зная, тем самым, что происходит в этой области исследования в мире в целом. См., например, https://publications.hse.ru/mirror/pubs/share/direct/222515251 Дзялошинский И. М. Экология коммуникаций: становление новой науки (отметим, что понятие «экология средств коммуникации», оформившее эту отрасль науки в самостоятельный подход, появилось в Канаде и США еще в 1962 году (см. об этом выше)).